# Синдром Лея
Синдром Лея или подострая некротизирующая энцефаломиопатия (Болезнь Ли, Болезнь Лея) — редкий наследственный нейрометаболический синдром, поражающий ЦНС. На сегодняшний день лечения данного заболевания не известно. У синдрома множество причин, значительную роль играют мутации генов, связанных с работой митохондрий. В сентябре 2016 года появилось сообщение о первой профилактике заболевания путём рождения ребёнка «от трёх родителей» — с использованием митохондрий донорской яйцеклетки.

## История
Синдром Лея впервые был описан в 1951 году Денисом Леем и обособлен от подобной энцефалопатии в 1954. В 1968 впервые была выявлена связь болезни с активностью митохондрий, в то время как мутации в цитохромах с-оксидаза были обнаружены лишь 1977 году.

## Этиология и патогенез
Тип наследования генетически гетерогенных форм синдрома Лея разнообразен: аутосомно-рецессивный, Х-сцепленный рецессивный, митохондриальный. Описано около 40 типов мутаций, приводящих к синдрому Лея, к самым распространённым относятся: для пациентов из Западной Европы 312-321del311-312insAT (она обнаружена в 70% мутантных аллелей), для пациентов из Восточной Европы более характерен вариант 845delCT. 

## Эпидемиология
Синдром Лея встречается, по крайней мере, в 1 случае из 50 000 живорождённых, хотя в некоторых популяциях этот показатель намного выше. Болеют, в основном, дети до двух лет, но встречаются случаи заболевания у подростков и даже взрослых людей. 

## Клиническая картина
Как правило, дебют заболевания происходит в первые годы жизни, но в редких случаях, первые неврологические проявления обнаруживают в подростковом возрасте. Неврологические нарушения развиваются постепенно (реже остро).  
Клиническая картина зависит от возраста манифестации заболевания. Если заболевание начинает развиваться на первом году жизни, происходит утрата ранее приобретённых психомоторных навыков, слабость при сосании, нарушение глотания, необъяснимые рвоты, отказ от еды, сонливость или наоборот, чрезмерная возбудимость, эпилептические судороги.  